# Lärmoder
Lärmoder var en yrkesbeteckning för en befattningshavare för Stora Barnhuset i Stockholm. Hon hade ansvaret för flickorna på hemmet, medan praeceptorn hade ansvaret för pojkarna.
Instruktionen för Barnhusets personal utfärdades av barnhusdirektörerna borgmästare Jean de la Vallée och rådman Heinrich Sparjin 12 mars 1677. Lärmodern hade samma rang som praeceptorn, och liksom denne hade ansvaret för de föräldralösa av manligt kön, hade hon ansvaret för barnen av kvinnligt kön. 
Hon tog emot flickorna och antecknade deras uppgifter då de kom till barnhuset, då de befann sig där och då de skrevs ut, och övervakade deras arbete, fritid, undervisning och uppfostran, liksom praeceptorn hade motsvarande uppgift för pojkarna. Hon ansvarade för flickorna även utanför hemmet, och ledde dem i procession då de rörde sig utanför barnhuset. 
Hon övervakade barnpigorna och de övriga kvinnliga lärarna som undervisade flickorna i hantverk och olika sysslor och som också kunde kallas lärmödrar. Flickorna undervisades liksom pojkarna i läsning och kristendomskunskap, men till skillnad från pojkarna fanns det ingen möjlighet för dem att dessutom undervisas i skrivning och räkning om de visade särskild begåvning. 
Lärmodern och praecpetorn bevittnade hur husmodern mottog råvarorna från sysslomannen och delade ut dem till personalen, och bevittnade sysslomannens förslag till utspisning. Hon ansvarade också för flickornas kläder och närvarade för deras del vid de regelbundna kunskapsförhör som hölls av barnen inför direktörerna. Hon närvarade vid direktörernas inspektioner tillsammans med praeceptorn, men var tvungen att gå via honom för att framföra sina synpunkter. Lärmodern rekryterades som regel bland änkor eller döttrar till präster. 
Även den kvinnliga läraren på Sveriges enda flickskola under 1600-talet, Rudbeckii flickskola, kallades lärmoder.  